# Thermes romains de Valentia
Les thermes romains de Valentia est un site archéologique de la Rome antique situé dans le Museo de la Almoina (es) de la ville de Valence, dans la province de Valence en Espagne,.
Les thermes romains, datant de la fin IIe siècle av. J.-C., ont été construits peu après la fondation de la cité romaine de Valentia Edetanorum.

## Description
Les premiers vestiges sont apparus en 1976 et ont été identifiés comme sources chaudes en 1990. Les vestiges archéologiques montrent un bâtiment rectangulaire orienté nord-sud et occupant un insula ainsi que diverses tabernae et officines publiques. L'accès aux sources chaudes de type portique était situé sur le cardo maximus, qui traversait la ville selon l'axe nord-sud. Une fois passé le vestibule, on accédait aux différentes salles qui composaient le complexe thermal : apodyterium, tepidarium et caldarium. Il y avait aussi des latrines et un praefurnium. Le praefurnium, également connu sous le nom de salle des fours, était la pièce la plus au sud et avait un plan rectangulaire mesurant 8 × 4 m. Au centre se trouvaient le four et la chambre qui contenait le réservoir d'eau chaude. Les matériaux sont du pisé, des briques et des pierres collées à sec.
Les thermes romains étaient divisés par sexe, mais comme les vestiges n'avaient pas de division claire, on suppose qu'ils pouvaient réserver des journées aux femmes et aux hommes.

## Galerie

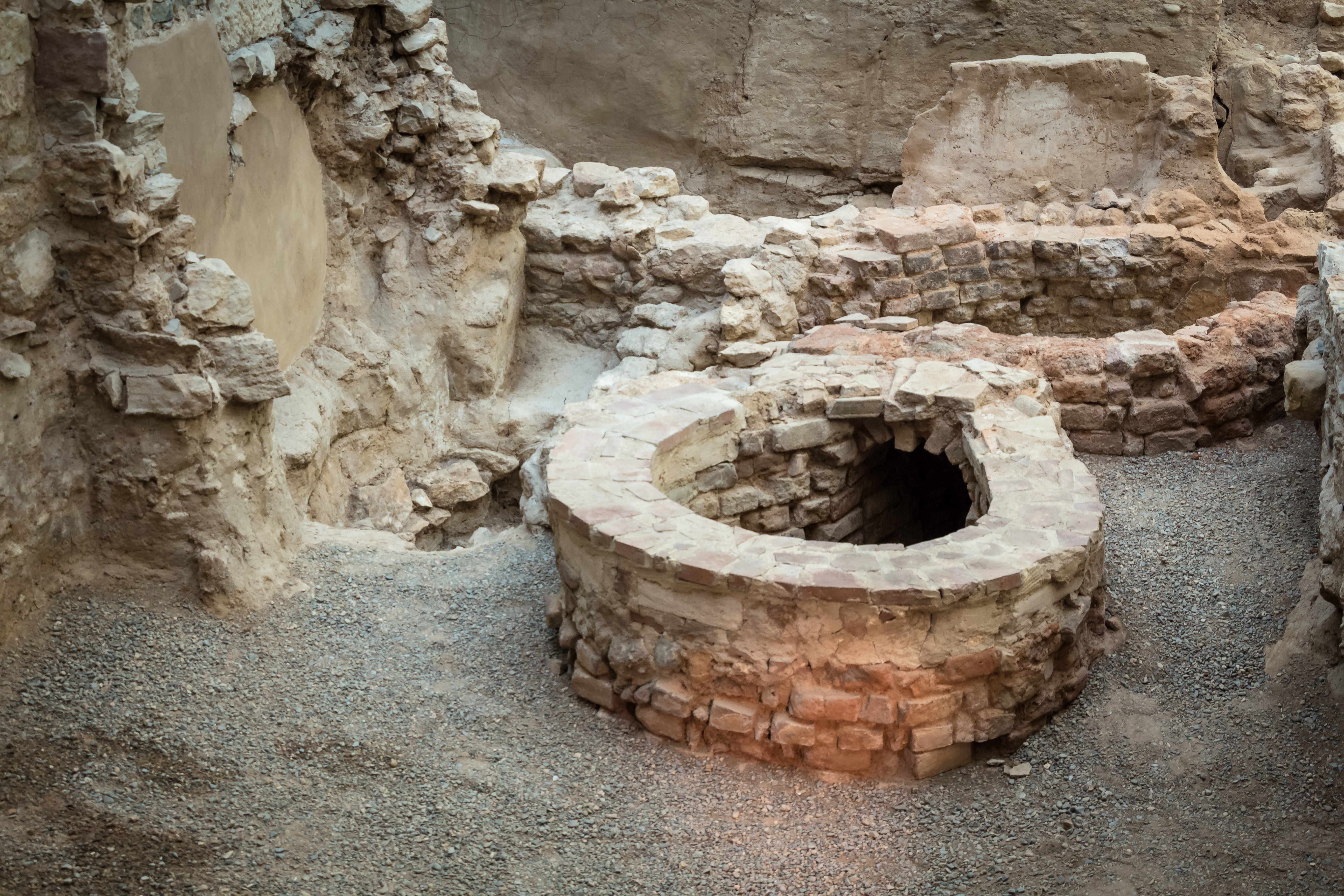
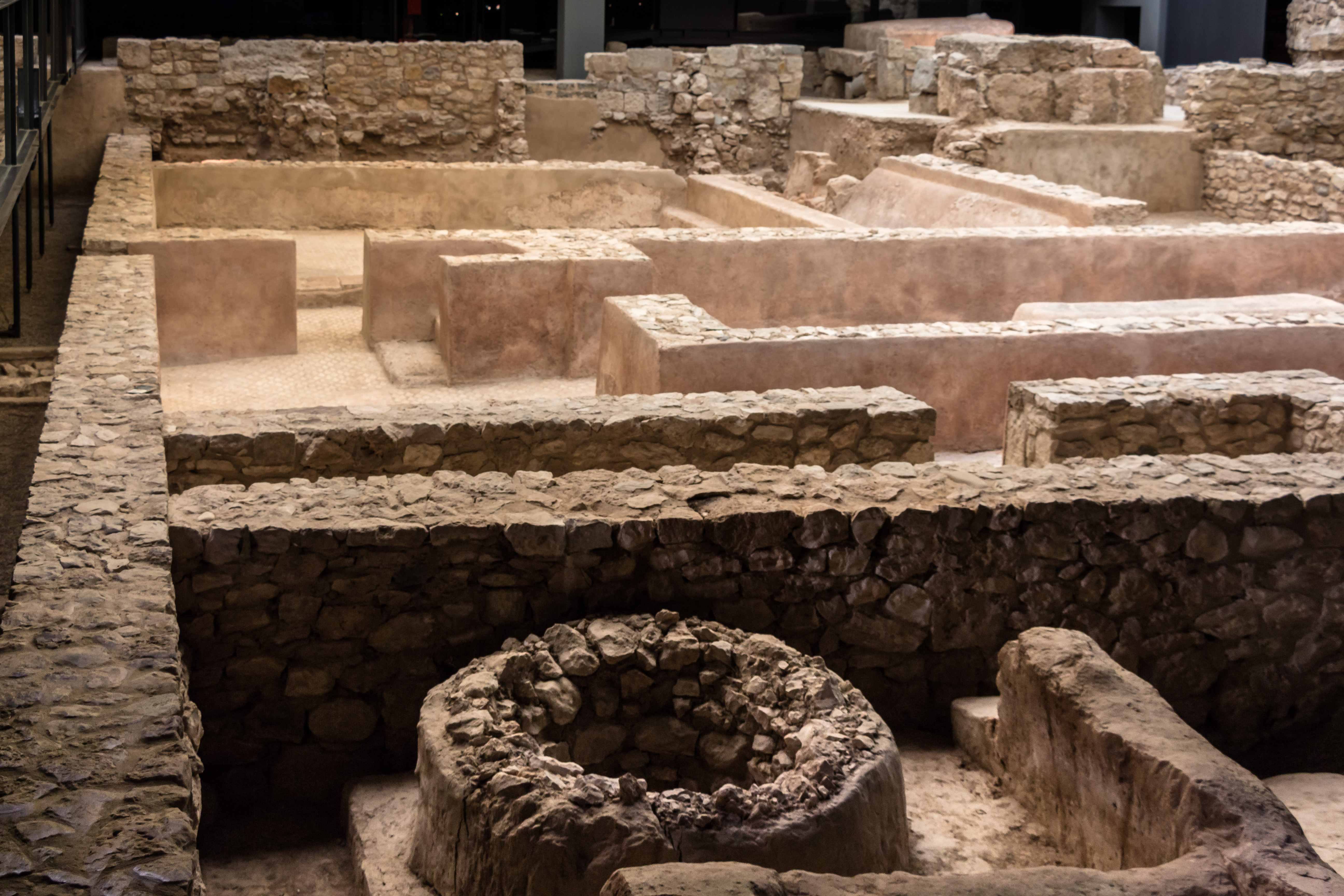